# Tipitapa
Tipitapa é um município da Nicarágua, situado no departamento de Manágua. Tem 975 km² de área e sua população em 2020 foi estimada em 152.651 habitantes.